# Kate Flannery
Kate Flannery (10 de junho de 1964) é uma atriz americana, mais conhecida por interpretar a personagem Meredith Palmer na série da NBC The Office.

## Filmografia
- Wizards of Waverly Place (2010) – Elaine Finkle
- Finger Babies (2010) – Teacher
- You (2009) – Airline Counter Girl
- Coco Lipshitz: Behind the Laughter (2009) – Reporter
- Wild Girls Gone (2007) – Reading Circle #4
- Jesus People (2007) – Sharon Nyenhuis
- Danny Roane: First Time Director (2006) – Marla
- The Office (2005-2013) – Meredith
- I'm Not Gay (2005) – Secretary
- The Heir Apparent (2005) – Heidi
- Carolina (2003) – Café Waitress
- Life Without Dick (2002) – Crampy Legs Partygoer
- Amy Stiller's Breast (2002) – Reporter
- Trick (1999) – Ridiculous Writer
- Can't Stop Dancing (1999) – Tonia